# تظاهرات ۲۳ تیر ۱۳۳۰ حامیان حزب توده
تظاهرات حامیان حزب توده در ۲۳ تیر ۱۳۳۰ مجموعه تظاهراتی است که حزب توده ایران در اعتراض به ورود آورل هریمن برگزار کرد. در این تظاهرات‌ها ۲۰ نفر در تهران جان خود را از دست دادند و در خوزستان ۱۷ نفر کشته و ۱۵۱ نفر مجروح شدند.